# Эренсверд, Карл Август (1858—1944)
Граф Карл Август Эренсверд (швед. Carl August Ehrensvärd; 16 сентября 1858, Замок Тостеруп, Швеция — 16 февраля 1944, Стокгольм) — адмирал шведского флота, политик и министр военно-морских дел с 1907 по 1911 год. 

## Биография
Эренсверд родился 16 сентября 1858 года в замке Тостеруп в семье губернатора Альберта Эренсверда. Помимо него в семье также было ещё 4 детей. 
В 1878 году он стал подпоручиком в шведском флоте, а в 1889 году — лейтенантом. В 1900 году Эренсверд получил звание капитан-лейтенанта, а в 1903 году — командора. В 1904-1906 годах он возглавлял военное ведомство Министерства по военно-морским делам, а в 1905 году получил звание капитана. В 1906 году Эренсверд был начальником верфи в Карлскруне, а с 4 декабря 1907 года по 30 июня 1910 года — главой Государственного совета и Министерства по военно-морским делам. В 1910 году Эренсверд был произведен в контр-адмиралы и назначен начальником порта в Стокгольме. В 1916 году он был назначен инспектором морских учений на море, а через год после этого Эренсверд получил звание вице-адмирала.
В 1918 году принял участие в Аландской экспедиции.
В 1919 году Эренсверд был назначен высшим командующим прибрежным флотом, а с 1919 по 1923 год был командующим адмиралом и начальником порта в Карлскруне. Он был первым адъютантом Густава V, а в 1924 году был назначен начальником Военного Штаба Его Величества. Эренсверд был произведен в полные адмиралы в 1926 году, через три года после выхода в отставку.

## Семья
В 1883 году он женился на баронессе Ловисе Ульрике Тотт, дочери барона Густава Тотта и баронессы Ульрики Тотт. У них было трое сыновей: Карл Август Эренсверд, Гёста Эренсверд и Августин Эренсверд.